# Hans Sachsel
Hans Sachsel, auch Hanns und Johann (1. Februar 1893 in Wien, Österreich-Ungarn – 26. März 1950 in Salzburg) war ein österreichischer Buchhändler und in den Zwischenkriegsjahren Inhaber von mehreren Buchhandlungen in der Wiener Innenstadt.

## Leben und Werk
Hans Sachsel war der Sohn von Theodor Sachsel (1857–1935), zuletzt Oberinspektor der Österreichischen Bundesbahnen, und von Mathilde, geb. Taussig (1867–1921). Sein Vater stammte aus Hohenau an der March. Er hatte eine Zwillingsschwester, Margaretha, auch Grete.
Über das Leben und Wirken von Hans Sachsel ist relativ wenig bekannt. Besser dokumentiert sind seine Ehefrau und seine Schwester. Er erwarb am 16. Oktober 1917 die Buchhandlung F. Lang am Wiener Kohlmarkt und war ab etwa 1919 auch Alleininhaber der nahe gelegenen Universitätsbuchhandlung Wilhelm Braumüller & Sohn am Graben 21. Beide Geschäfte waren im vornehmsten Viertel der Wiener Innenstadt gelegen, in unmittelbarer Nähe zur Wiener Hofburg. Beim Kauf der traditionsreichen Sortimentsbuchhandlung Braumüller musste er sich verpflichten, unter deren Namen keine Verlagstätigkeit zu betreiben. Denn die Verlagsseite des Hauses Braumüller wurde anderweitig verkauft. Hans Sachsel gab dennoch eine Reihe von Büchern heraus, im Rahmen der Verlagsbuchhandlung F. Lang. In den frühen 1920er Jahren gestaltete Melly Bachrich ein Exlibris für Sachsel.
Er heiratete Lola Christine, geb. Munk, Tochter von Alexander Munk (1852–1924), eines galizischen Juden, und dessen Frau Aranka geb. Pulitzer (1862–1941), die aus Budapest stammte. Lola Munk wurde am 14. September 1900 in Wien geboren. Aus der Firmengeschichte der Buchhandlung F. Lang ergibt sich, dass am 8. Jänner 1920 ein Ehepakt unterfertigt wurde, worin der Vater der Braut „zur Erleichterung des mit der ehelichen Gemeinschaft verbundenen Aufwandes“ als Heiratsgut den Betrag von einer Million Kronen bereitstellte. Am 25. Dezember 1920 wurde die einzige Tochter geboren, Maria, die jedoch im Alter von knapp vier Jahren, am 2. November 1924, verstarb.
Am 1. September 1922 erwarb Sachsel, wiederum als Alleininhaber, die Buchhandlung und das Antiquariat J. Deibler, die lange Jahre im Ausgleich und in Zwangsverwaltung gestanden waren. Im Jahr 1923 ist der Verkauf der Bücherstube in der Secession an Johanna Deutsch verbürgt. Er besaß und führte damals also bis zu diesem Zeitpunkt zumindest vier Buchhandlungen Wien. Zwei Jahre später scheiterte seine Ehe, am 29. Mai 1925 wurde der im Handelsregister eingetragene Ehepakt wieder gelöscht. Die geschiedene Gattin ehelichte sodann Eduard Kraus (geboren 1894), Hans Sachsel blieb unverheiratet.
Sachsel liquidierte schließlich den bestehenden Firmenmantel der Deibler'schen Buchhandlung per 8. Januar 1926 „infolge Geschäftsvereinigung mit der Firma Wilhelm Braumüller & Sohn“. Er wurde am 16. September 1930 von Hermann Broch in einem Brief an den Verleger Daniel Brody erwähnt, doch geht auch aus dieser Erwähnung nicht viel hervor. Er scheint ein sehr diskretes Leben geführt und seine Geschäfte mit höchstmöglicher Zurückhaltung geführt zu haben.
In Folge der Weltwirtschaftskrise geriet Sachsel in finanzielle Bedrängnis. Mit Wirkung vom 1. Juli 1931 verkaufte er die Buchhandlung F. Lang an seinen Prokuristen Josef Berger und dessen Partner Heinrich Fischer. 1932 verkaufte er auch die Universitätsbuchhandlung Braumüller. Käufer war der Schriftsteller Guido Zernatto (1903–1943), später parteiloser Bundeskulturrat im austrofaschistischen Ständestaat. Was Hans Sachsel mit den Erlösen gemacht hat, wo er sich zwischen 1933 und 1950 aufhielt, ist unbekannt.
Seine Schwester heiratete zuerst den Ungarn Dr. Bela Csapó geb. Klein (1879–1918), mit dem sie zwei Kinder hatte, später den serbischen Journalisten Gustav A. Geza Sil-Vara geb. Silberer (1876–1938). Hans Sachsel, seine Schwester und seine Nichte Elisabeth konnten das NS-Regime überleben. Seine frühere Ehefrau hingegen und deren Mutter wurden vom NS-Regime arretiert und am 19. Oktober 1941 in das Ghetto Lodz deportiert, wo die Mutter wenig später ums Leben gebracht wurde. Lola Kraus soll laut Erinnerungsstein in Wien-Mariahilf  am 9. September 1942 im KZ Chelmno ermordet worden sein. Im Verzeichnis von Yad Vashem wird die geschiedene Gattin als Lola Krischne Kraus geb. Munk geführt.
Schwester und Nichte lebten nach dem Ende des NS-Regimes in den Niederlanden. Seine Schwester verstarb am 9. August 1969 in Amersfoort, die Nichte am 18. Januar 1991 in Amsterdam.

## Publikationen
Hans Sachsel war – als Inhaber der Verlagsbuchhandlung F. Lang – Verleger u. a. folgender Schriften.
- Melly Bachrich: Die chinesische Flöte, zehn Farbradierungen zu Hans Bethges Nachdichtungen chinesischer Lyrik, 1922
- Hugo Bettauer: Der Tod einer Grete und andere Novellen, 1926
- Alfred Kaufmann: Richard Lux und sein Exlibriswerk, 1927
- Fritz Kreuzig: Ave Karl Kraus, 1919 (hagiographische Schrift über Karl Kraus)
- Fritz Kreuzig: Ein Moissi Brevier, 1919 (über Alexander Moissi)
- Walther Rode: Gericht über den Obersten Gerichtshof. Rede, gehalten am 23. Juni 1925 vor dem Schwurgericht Wien, 1925